# Monestir de Kremíkovtsi
El monestir de Sant Jordi de Kremíkovtsi (en búlgar: Кремиковски манастир „Свети Георги“, Kremíkovski manastir „Sveti Georgi“) és un monestir ortodox búlgar situat prop de Kremíkovtsi, al nord-est de la capital búlgara, Sofia. Fundat durant el Segon Imperi Búlgar (segles XII–XIV) i restablert l’any 1493 per un noble búlgar local, el monestir compta amb dues esglésies. D’aquestes, l’església medieval més antiga destaca pels seus frescos del segle XV, altament valorats.

## Història
El monestir de Kremíkovtsi es troba en un turó, a 4 quilòmetres (2,5 milles) de l’antic poble de Kremíkovtsi, avui un barri perifèric de Sofia. Kremíkovtsi està situat just al nord-est de Sofia, al peu dels Balcans. El monestir fou fundat durant el Segon Imperi Búlgar, probablement a mitjans del segle XIV per ordre del tsar Ivan Alexandre (r. 1331–1371). Amb la conquesta otomana dels Balcans a finals del segle XIV, el monestir fou destruït l’any 1398.
El monestir fou restablert el 1493 pel boiar búlgar Radivoy, de Sofia, i pel bisbe metropolità de Sofia d’aquell moment, Kalevit. L’acte de Radivoy constitueix una prova directa que l’aristocràcia búlgara medieval es va mantenir en certa manera durant els primers anys del domini otomà. L’església del monestir es reconstruí amb pedra trencada, com una església d’una sola nau i sense cúpula. Radivoy va dedicar l’església als seus dos fills difunts, Teodor i Dragana. Poc després de la reconstrucció, el nàrtex de l’església fou destruït per un terratrèmol i reconstruït el 1503. L’edifici patí més danys —especialment al mur sud— durant terratrèmols que afectaren la regió de Sofia als segles XVI i XVII, i fou reparat el 1611. Al segle XVIII s’hi afegí un exonàrtex.
Dins el pati del monestir, al costat de la petita església original, hi ha una de nova i més gran, dedicada al Mantell Protector de la Mare de Déu. Aquesta i altres instal·lacions noves foren construïdes entre 1901 i 1902 per acollir les noves habitants del monestir: 20 monges procedents de la regió del Vardar, Macedònia, arribades el 1879.

## Art i cultura

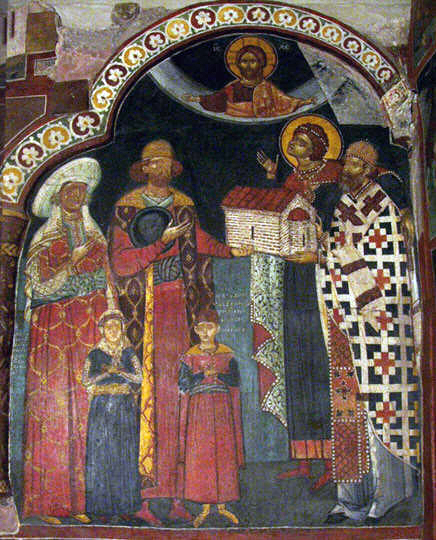
Retrat de donant i la seva família, i el bisbe Kalevit del segle XV a l'interior de l'església

L’església antiga conserva frescos de diverses èpoques a les seves parets interiors. La primera capa de pintura mural fou encarregada per Radivoy i inclou un retrat del donant (ktitor) amb la seva família presentant una maqueta de l’església juntament amb Kalevit. Els frescos d’aquest període, principalment situats a la part est del nàrtex, són considerats com algunes de les obres d’art búlgares més valuoses del segle XV. Han estat descrits com a precisos i convincents en la seva representació, amb una paleta càlida. S’hi afegiren frescos nous als segles XVII i XVIII. A la nau principal hi ha una pintura mural de Sant Jordi assegut amb els peus damunt un drac. Una altra imatge del mateix sant (a cavall) fou pintada en una fornícula al mur sud. L’element principal de l’altar és una pintura de la Mare de Déu (Theotokos).
A banda dels frescos originals, una altra relíquia del restabliment del monestir és un reliquiari de plata encarregat per Radivoy el 1493, utilitzat posteriorment per custodiar les relíquies de Sant Jordi el Nou de Sofia. El reliquiari fou robat l’any 1990, però es va recuperar i retornar al monestir deu anys més tard, el 2000. El conjunt d’icones del monestir abasta des del segle XV fins al XIX, i inclou una imatge de Sant Jordi del 1667 i una icona de Crist Pantocràtor d’estil molt semblant al d’un fresc de 1493, cosa que podria indicar un mateix autor.

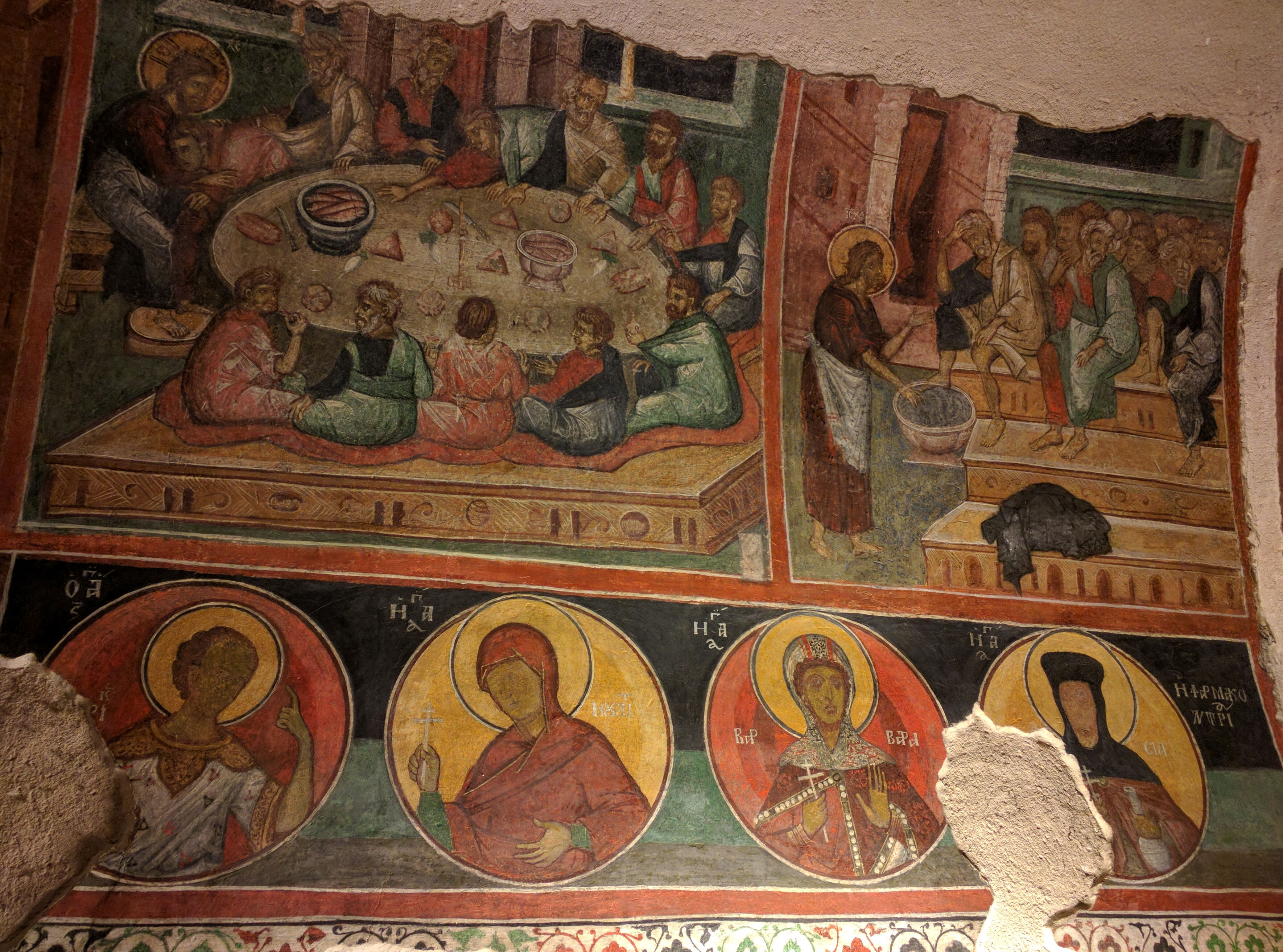
Frescos del monestir de Kremikotsi

Al segle XV, el monestir de Kremíkovtsi fou un centre de cultura i educació búlgara. En aquell temps, acollia dues escoles per a laics i una per al clergat. Un manuscrit búlgar il·lustrat, produït l’any 1497 per a Peyu i Petko, dos ciutadans de Sofia —conegut com l’Evangeliari de Kremíkovtsi—, dona testimoni de l’existència d’una tradició cal·ligràfica al monestir.

## Curiositats
Segons algunes fonts, es diu que el monestir conserva la relíquia de la mà de sant Joan Baptista i que serví d'amagatall dels rebels búlgars durant l'època otomana.

## Comunicació i accessos
El monestir obre cada dia entre les 8 del matí i les 6 de la tarda. S'hi pot accedir amb transport públic des del centre de Sofia mitjançant l'autobús número 22 o 22A, fins la parada Kremíkovtsi.